# Бызов, Борис Ефимович
Борис Ефимович Бызов (15 сентября 1920, с. Братское, Устюжский уезд, Северо-Двинская губерния, ныне входит в Велико-Устюгский район (Вологодская область), РСФСР — 4 ноября 2012, Москва, Российская Федерация) — советский военачальник, начальник Военно-топографического управления Генерального штаба — начальник Топографической службы Вооружённых Сил СССР (1974—1989), генерал-полковник (22.02.1983).

## Биография
В 1939 году окончил гидротехническое отделение Велико-Устюгского речного техникума Вологодской области. Работал техником изыскательской партии Северо-Западного управления речных путей. В 1939 году стал техником-изыскателем по рекам Мста и Волхов.
В октябре 1939 года призван на действительную службу в Красную Армию. Окончил школу младших командиров сапёрного батальона 24-го стрелкового корпуса Белорусского особого военного округа (Бобруйск), после её окончания направлен на учёбу в Ленинградское военно-топографического училище. После окончания его в июне 1942 году лейтенант Б. Е. Бызов был направлен на Закавказский фронт в 11-й военно-топографический отряд, где служил топографом 2-го разряда. Позднее отряд был передан в Среднеазиатский военный округ, а сам Бызов в 1944 году несколько месяцев выполнял задание на территории Ирана. С ноября 1945 года — картограф 1-го разряда Киевской картографической части Киевского военного округа, с марта 1947 — старший картограф Киевской военно-картографической фабрики, с октября 1948 — инженер отделения по составлению мелкомасштабных карт этой фабрики. В 1950 году направлен на учёбу в академию.
В 1956 году окончил геодезический факультет Военно-инженерной академии имени В. В. Куйбышева. С апреля 1956 — начальник топографического отделения, топографической службы 4-й гвардейской механизированной армии Группы Советских войск в Германии, с апреля 1957 — начальник топографической службы 20-й гвардейской армии там же. С декабря 1960 года проходил службу в Военно-топографическом управлении Генерального штаба ВС СССР: старший офицер отделения топографической подготовки войск и специалистов военно-топографической службы, с мая 1962 — старший офицер отделения боевой подготовки. В 1967 году окончил Высшие академические курсы руководящего состава Военно-топографической службы в той же академии.
С января 1967 — начальник топографического отдела штаба, начальник топографической службы Группы Советских войск в Германии. С февраля 1970 года — начальник 6-го отдела Военно-топографического управления Генерального штаба ВС СССР, с декабря 1970 — заместитель начальника военно-топографического управления там же. В 1977 году окончил университет марксизма-ленинизма при ЦДСА им. М. Фрунзе. С апреля 1974 по апрель 1989 года — начальник Военно-топографического управления Генерального штаба — начальник Топографической службы Вооружённых Сил СССР. С июня 1989 года генерал-полковник Б. Е. Бызов в отставке.
После увольнения в запас работал научным сотрудником в 29-м НИИ Министерства обороны. Автор мемуаров.

## Награды и звания
- Орден Ленина
- Орден Октябрьской Революции
- Орден Отечественной войны II степени (11.03.1985)
- Орден Трудового Красного Знамени
- Три ордена Красной Звезды (17.04.1945, …)
- Медаль Жукова
- Медаль «За боевые заслуги»
- Медаль «В ознаменование 100-летия со дня рождения Владимира Ильича Ленина»
- Медаль «За победу над Германией в Великой Отечественной войне 1941—1945 гг.»
- Медаль «20 лет Победы в Великой Отечественной войне 1941—1945 гг.»
- Медаль «30 лет Победы в Великой Отечественной войне 1941—1945 гг.»
- Медаль «40 лет Победы в Великой Отечественной войне 1941—1945 гг.»
- Медаль «50 лет Победы в Великой Отечественной войне 1941—1945 гг.»
- Медаль «60 лет Победы в Великой Отечественной войне 1941—1945 гг.»
- Медаль «65 лет Победы в Великой Отечественной войне 1941—1945 гг.»
- Юбилейная медаль «300 лет Российскому флоту»
- Медаль «В память 850-летия Москвы»
- Медаль «Ветеран Вооружённых Сил СССР»
- Медаль «За укрепление боевого содружества»
- Медаль «30 лет Советской Армии и Флота»
- Медаль «40 лет Вооружённых Сил СССР»
- Медаль «50 лет Вооружённых Сил СССР»
- Медаль «60 лет Вооружённых Сил СССР»
- Медаль «70 лет Вооружённых Сил СССР»
- Медаль «За безупречную службу» I степени
- Государственная премия СССР (1980)
- Премия имени Ф. Н. Красовского (1987)

Награды иностранных государств
- Орден Полярной звезды (Монголия)
- Боевой орден «За заслуги перед народом и Отечеством» в бронзе (ГДР)
- Орден «Красное Знамя» (Болгария, 14.09.1974)
- Медаль «Братство по оружию» в золоте (ГДР, 20.01.1986)
- Медаль «30 лет освобождения Чехословакии Советской Армией» (ЧССР, 1974)
- Медаль «За укрепление дружбы по оружию» I степени (ЧССР, 23.04.1985)
- Медаль «20-я годовщина Революционных Вооруженных сил Кубы» (Куба, 1976)
- Медаль «30-я годовщина Революционных Вооруженных сил Кубы» (Куба, 1986)
- Медаль «100 лет со дня рождения Георгия Димитрова» (Болгария, 1982)
- Медаль «100 лет Освобождения Болгарии от османского рабства» (Болгария, 1977)
- Медаль «30 лет Победы над фашистской Германией» (Болгария, 1975)
- Медаль «За укрепление братства по оружию» (Болгария, 1977)
- Медаль «1300 лет Болгарии» (Болгария, 1982)
- Медаль «40 лет Социалистической Болгарии» (Болгария, 1985)

## Память
- Приказом Министра обороны Российской Федерации от 6 июля 2019 года № 373 учреждена ведомственная медаль Министерства обороны Российской Федерации «Генерал-полковник Бызов»[3].

## Сочинения
- Бызов Б. Е. Пятьдесят лет на службе Отечеству: Воспоминания начальника Топографической службы Вооружённых Сил СССР. — М.: Институт политического и военного анализа, 2002. — 81 с. — ISBN 5-93349-021-0[4].
- Бызов Б. Е., Коваленко А. Н., Лахин А. Ф. Военная топография [Учебник для курсантов учебных подразделений]. — М.: Воениздат, 1980. — 224 с.[5]
- Бызов Б. Е., Лахин А. Ф., Прищепа И. М. Военная топография [Учебник для курсантов учебных подразделений и сержантов] / Под общ. ред. ген.-лейт. техн. войск М. К. Кудрявцева. — М: Воениздат, 1963. — 270 с.[6]